# Nematus clavicercus
Nematus clavicercus är en stekelart som först beskrevs av Lindqvist 1958.  Nematus clavicercus ingår i släktet Nematus, och familjen bladsteklar. Arten är reproducerande i Sverige.